# کلو (دامغان)
کلو یک روستا در ایران است که در دهستان قهاب رستاق واقع شده‌است. کلو ۱۹۹ نفر جمعیت دارد.